# Manuel J. Campos
Manuel Jorge Campos (Buenos Aires, 27 de abril de 1847 - ibidem, 15 de diciembre de 1908) fue un militar argentino que participó en la Guerra del Paraguay, en las últimas guerras civiles argentinas y en la Conquista del Desierto.

## Biografía
Era hijo del estanciero y teniente coronel Martín Teodoro Campos, y de María Luisa López Camelo, hermano de los también generales Luis María y Julio Campos. Estudió en el Colegio Nacional de Buenos Aires.
A los 17 años se enroló en el regimiento de artillería ligera de su ciudad natal, pero al estallar la guerra del Paraguay pasó a un regimiento de infantería con el que participó en varias batallas, especialmente en Yatay, Uruguayana, Estero Bellaco, Tuyutí, y Curupaytí. En esta última batalla fue herido de gravedad como su hermano Luis María.
A órdenes de su hermano Luis María participó en la campaña contra los federales de Cuyo, siendo herido en la batalla de San Ignacio.
Regresó a la guerra del Paraguay, peleando a órdenes de su hermano en Paso Pucú, Piribebuy y Itá Ibaté.
Siempre a órdenes de su hermano mayor, hizo las dos primeras campañas contra Ricardo López Jordán en la provincia de Entre Ríos. En 1874 fue ascendido al grado de teniente coronel, y por primera vez quedó lejos de la influencia de su hermano. Participó en la ocupación de Santiago del Estero, luchando contra las últimas montoneras de partidarios del caudillo caído, Antonino Taboada. Luego fue jefe de bomberos de la capital e inspector de armas de la provincia de Buenos Aires.
En 1879 hizo la campaña conocida como Conquista del Desierto como ayudante del general Julio Argentino Roca, por la que fue ascendido a coronel.
De regreso fue jefe del parque de artillería de la capital. Combatió contra la revolución de Carlos Tejedor, y fue comandante de la escolta del presidente Roca.
En 1882 fue comandante de la frontera sur de Buenos Aires, que no tenía razón de ser por la desaparición del peligro de malones indígenas por la campaña de Roca. Fundó el pueblo de General Acha. Poco más tarde fue ascendido a general.

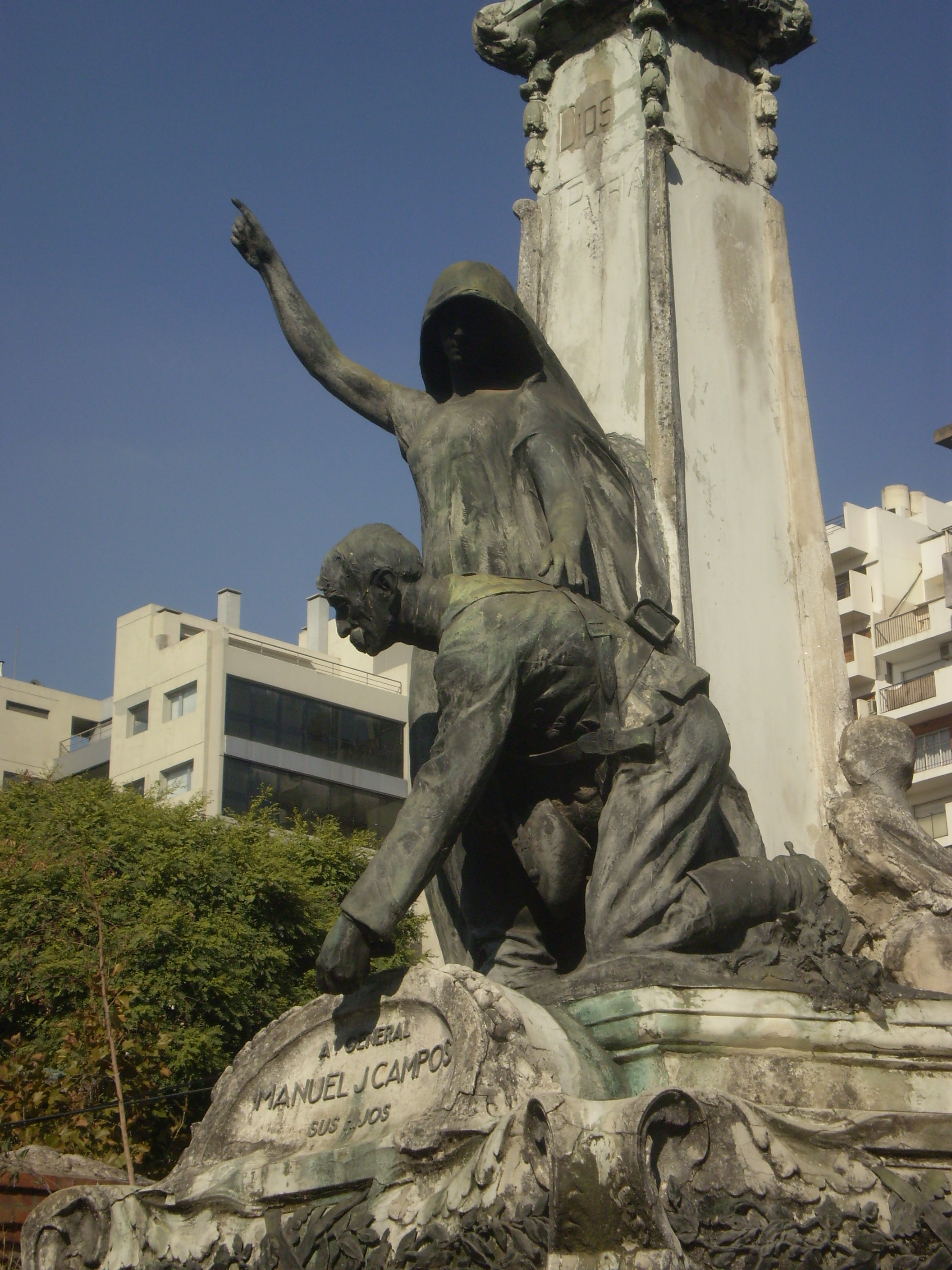
Detalle de su tumba.

En 1890 se unió a la Revolución del Parque, como comandante de las fuerzas rebeldes. El papel del General Campos en la Revolución del Parque ha sido cuestionado por varios historiados atribuyéndole un pacto secreto con Julio Argentino Roca y el vicepresidente Carlos Pellegrini para hacer fracasar el levantamiento a cambio de la renuncia del presidente Miguel Juárez Celman. Su hermano Julio murió en la revolución. No fue sancionado por su actuación, sino que dos años después fue elegido diputado nacional del oficialismo por la Capital Federal. Renunció para ser jefe de policía de la ciudad de Buenos Aires.
En 1897 fue senador provincial en la provincia de Buenos Aires, y desde 1902 hasta su muerte fue diputado nacional. En su trayectoria política fue un conservador convencido, que se dedicó sobre todo a las leyes sobre el ejército, apoyando la modernización del mismo por obra de su hermano Luis María, tres veces ministro de guerra, y del general Pablo Ricchieri.
Sus restos descansan en el cementerio de la Recoleta. Su tumba está adornada por una escultura de José Llaneces, cuyo detalle se observa en la fotografíia anexa.
Falleció en Buenos Aires en diciembre de 1908.